# Fragmoplast
Fragmoplast – specyficzna dla komórek roślinnych struktura powstająca podczas cytokinezy. Jest zespołem mikrotubuli (MT) i mikrofilamentów (MF) ułożonych równolegle względem siebie i prostopadle do płaszczyzny podziału. Pośrodku płaszczyzny łącza się pęcherzyki transportujące polisacharydy i pektyny wytwarzane przez aparaty Golgiego. MT zapewniają ruch pęcherzyków do centralnej części płaszczymy równikowej, gdzie transportowane związki są deponowane w wyniku łączenia kolejnych pęcherzyków. Wraz z powiększaniem się przegrody pierwotnej (fragmosomu) mikrotubule w centrum są demontowane a  przybywa ich na obrzeżach powstającej struktury. Średnica rozrastającego się torusa stopniowo powiększa się aż do zetknięcia się z błoną komórkową. Torus rozrasta się z prędkością 1 μm na minutę. Po zlaniu się błon wytwarzanego przez fragmoplast torusa z błoną komórkową pektyny znajdujące się pomiędzy błonami stają się blaszką środkową a powstająca podczas rozrastania się fragmosomu kaloza ulega hydrolizie. Odśrodkowe rozrastanie się przegrody pierwotnej zachodzi wyłącznie u roślin wyższych. U glonów, grzybów oraz w niektórych dzielących się komórkach roślin wyższych (bielmo, komórki macierzyste pyłku) przegroda pierwotna budowana jest dośrodkowo.
Zaburzenie działania fragmoplastu może prowadzić do śmierci rozwijającego się zarodka, wad morfologicznych albo powstania komórek wielojądrowych.